# Фольмар VII (граф Меца)
Фольмар VII (Folmar VII de Metz, Folmar VII. von Metz; умер 25 июня 1111) — епископский граф Меца, граф Хунебурга и Люневиля.
Нумеруется седьмым — если считать всех графов Блисгау, пятым — если не брать в расчёт двух первых одноименных представителей рода, о которых нет никаких сведений, и третьим — если учитывать только пфальцграфов и графов Меца.
Старший сын Фольмара VI, который был графом Меца около 1055—1075 гг., и его жены Сванехильды, происхождение которой не выяснено.
При разделе отцовских владений получил графства Хунебург и Люневиль и должность епископского графа Меца, а его младший брат Готфрид III (упом. 1075—1098) — графство Блисгау.
Был графом Меца при епископах Германе (1072—1090), Поппоне (1090—1103) и Адальбероне IV (1104—1115).
Не позднее 1087 года построил замок Ликсхайм в 7,5 км от Сарребурга, чтобы контролировать проходящую в этом месте дорогу. В 1107 году вместе со своим сыном (или братом) Теогаром — аббатом монастыря Святого Георгия в Виллингене — основал в Ликсхайме бенедиктинский монастырь, которому и отдал замок, к тому времени потерявший особое значение.
Имя и происхождение жены Фольмара не выяснены. Сыновья:
- Фольмар VIII (ум. 1145) — граф Меца и Хомбурга.
- Гуго, упом. 1101.
- Теогар (ум. 1120). С 1089 г. аббат монастыря Святого Георгия в Виллингене. В 1117 году избран епископом Меца, но горожане отказались впустить его. По одним источникам, так и не смог утвердиться на кафедре и умер в монастыре Клюни; по другим — с 1118 г. действующий епископ.

В некоторых исторических источниках Теогар считается не сыном, а братом Фольмара VII.
Фольмар VII умер 25 июня 1111 года, похоронен в монастыре Ликсхайм.